# SV Donau Wien
SV Donau Wien is een Oostenrijkse voetbalclub uit Kaisermühlen, een stadsdeel van de hoofdstad Wenen.

## Geschiedenis
De club werd in 1910 opgericht en fusioneerde nog voor de Eerste Wereldoorlog met Olympia, Lagerhaus en KAC. In 1933 promoveerde de club naar de hoogste klasse maar moest na één seizoen weer degraderen. In 1941 fusioneerde de club met FC Franz-Josef Land (tegenwoordig KSC Donaustadt) dat toen in de vierde klasse speelde. Tot 1944 speelde de club in de derde klasse en promoveerde dan. In 1946 degradeerde de club en één jaar later werd de fusie ongedaan gemaakt. De club zakte verder weg en keerde in 1955 terug naar de Wiener Liga die inmiddels nog maar de derde klasse was (tegenwoordig zelfs de vierde). In deze tijd werd het bouwvallige stadion opgeknapt. Begin jaren tachtig verloor de club helemaal de aansluiting met de Weense clubs. In 2005 kwam de langverwachte promotie naar de Regionalliga Ost (derde klasse). Donau kon het niveau toch niet aan en werd laatste.